# Fernanda Ceballos
Fernanda Dinorah Ceballos Lara (Culiacán, Sinaloa; 4 de agosto de 1998) es una atleta mexicana especializada en remo. Formó parte de la delegación mexicana en los Juegos Centroamericanos y del Caribe 2018 y Juegos Panamericanos 2019.
Estudió su licenciatura en la Universidad de Texas en Austin. Posteriormente, continuó su educación y alcanzó una maestría en la Universidad Loyola Marymount. Durante su etapa universitaria, representó a ambas instituciones en la NCAA, la Big 12 Conference y la West Coast Conference.[cita requerida]

## Carrera Deportiva
Representante del estado de Guanajuato y municipio de León. Compitió en las Olimpiadas Nacionales de México 2013-2021.
En el Campeonato mundial con calificación Olímpica, celebrado en Austria 2019 obtuvo la 13° posición. En 2017 ganó la final B junto a su compañera Maite Arrillaga en el Campeonato mundial de Remo Sub-23 en Bulgaria. En los XXIII Juegos Centroamericanos y del Caribe Barranquilla 2018 ganó la medalla de oro. En el clasificatorio Panamericano en Río de Janeiro, Brasil 2019 ganó la medalla de plata. En los Juegos Panamericanos Lima 2019 ganó la medalla de bronce.

## Distinciones
- Medallista Centroamericana (2018)
- Medallista Panamericana (2019)
- Cuadro de Honor Big 12 Conference (2019-2022)
- Deportista del año y primer equipo West Coast Conference (2023)